# Суровцева, Оксана Вячеславовна
Оксана Вячеславовна Су́ровцева (Кобелева) (род. 20 сентября 2001 года) — российская самбистка и дзюдоистка. Призёрка чемпионатов России по самбо и дзюдо. Мастер спорта России международного класса по самбо. Мастер спорта России по дзюдо.

## Биография
Оксана родилась 20 сентября 2001 года, с 6 лет начала заниматься самбо и дзюдо в ДЮСШ № 5 города Тамбов под руководством Сергея Доровских, Татьяны Ивановой и Артема Пролетарского. На данный момент тренируется в спортивном клубе «Родина» (г. Екатеринбург) и представляет Свердловскую область на всероссийских соревнованиях.

## Спортивная карьера
В феврале 2019 года Оксана выиграла первенство России среди спортсменок до 18 лет и отобралась на первенство мира. В октябре 2019 года она стала победительницей первенства мира в командном зачёте и финалисткой первенства мира в личном зачёте. В феврале 2020 года выступила на первенстве России среди юниорок, где выиграла бронзовую медаль в весе до 56 кг. В 2020 октябре года завоевала бронзовую награду на кубке России в Кстово в весе до 54 кг. В феврале 2021 года дошла до финала первенства России среди юниорок в Ханты-Мансийске. В мае 2021 года она выступила на первенстве Европы среди юниорок, который прошёл в городе Лимасол, Кипр и выиграла серебряную медаль. В сентябре 2021 года Оксана была заявлена на участие в командном первенстве мира по дзюдо в Италии, где она со сборной завоевала серебряную медаль. В ноябре 2022 года она стала третей на взрослом чемпионате России по дзюдо в весе до 52 кг, а также финишировала на третьем месте на кубке России по самбо. В феврале 2023 года впервые выиграла бронзовую награду на взрослом чемпионате России по самбо. В июне 2023 года стала бронзовой медалисткой первенства России до 24 лет в весе до 50 кг. В июне 2023 года она выиграла чемпионат России по пляжному самбо в весе до 50 кг. В сентябре 2023 года удачно выступила на чемпионате мира по пляжному самбо в г. Хуан-Долио (Доминиканская Республика), одолев в финале казахстанскую спортсменку Маргариту Бажаеву. В ноябре 2023 года пришли второй на кубке России. В марте 2024 года вновь была с бронзовой медалью чемпионата России по самбо. В мае 2024 года Кобелева выиграла кубок мира в Ереване (Армения). В мае 2024 года выиграла бронзовую награду турнира по дзюдо серии Russian judo tour памяти В. С. Ощепкова, который проходил в городе Хабаровск. В июне 2024 года стала во второй раз чемпионкой России по пляжному самбо в весе до 50 кг. В сентябре 2024 она дошла до финала чемпионата мира по пляжному самбо в весе до 50 кг.

## Спортивные результаты
Самбо:
- Взрослый уровень:
  - 2020, 2022, Кубок России — ;
  - 2023 Кубок России — ;
  - 2023, 2024 Чемпионат России по пляжному самбо — ;
  - 2023 Чемпионат мира по пляжному самбо — ;
  - 2023, 2024  Чемпионат России — ;
  - 2024 Кубок мира — ;
  - 2024 Чемпионат мира по пляжному самбо — ;

- Юниорский уровень:
  - 2020 Первенство России  — ;
  - 2021 Первенство России — ;
  - 2021 Первенство мира — ;
  - 2023 Первенство России до 24 лет — ;

- Кадетский уровень:
  - 2019 Первенство России — ;
  - 2019 Первенство мира (команда) — ;
  - 2019 Первенство мира — ;

Дзюдо
- Взрослый уровень:
  - 2022 Чемпионат России — ;
  - 2024  Russian judo tour — ;

- Юниорский уровень:
  - 2021 Первенство мира (команда) — ;